# Dunkowycia
Dunkowycia (ukr. Дунковиця) – wieś na Ukrainie, w obwodzie zakarpackim, w rejonie berehowskim, w hromadzie Kamjanśke. W 2001 liczyła 815 mieszkańców.